# Franz-Rosenzweig-Gastprofessur
Die Franz-Rosenzweig-Gastprofessur an der Universität Kassel erinnert seit 1987 an das religionsphilosophische Werk und die Bildungsarbeit von Franz Rosenzweig (1886–1929), des großen jüdischen Sohns der Stadt Kassel. Die Idee zur Einrichtung dieser Gastprofessur entstand während des 1986 zum 100. Geburtstag von Franz Rosenzweig an der Universität durchgeführten Internationalen Franz-Rosenzweig-Kongresses, der unter der Schirmherrschaft des Bundespräsidenten Richard von Weizsäcker stand und zu dem über 70 Referenten aus aller Welt angereist waren.
Die Franz-Rosenzweig-Gastprofessur wurde bislang – gestiftet von der Universität Kassel – jährlich jeweils im Sommersemester an Philosophen, Geschichts-, Literatur- oder Religionswissenschaftler vergeben, die aus antisemitischen Gründen durch den Nationalsozialismus verfolgt und aus ihrer Heimat vertrieben wurden und daher ihre wissenschaftliche Laufbahn im nicht-deutschsprachigen Ausland fortsetzen bzw. beginnen mussten, und sich in ihren Forschungen speziell auch mit Fragen der europäisch-jüdischen Geschichte, Kultur und Bildung auseinandergesetzt haben und deshalb in ihren Lehrveranstaltungen an der Kasseler Universität etwas von dem durch den Nationalsozialismus zerstörten jüdischen Erbe wieder bewusst zu machen vermögen.
Die Franz-Rosenzweig-Gastprofessur wurde in dieser Form von Wolfdietrich Schmied-Kowarzik über zwanzig Jahre bis zu seiner Emeritierung geleitet. Inzwischen wird sie in etwas modifizierter Form fortgeführt, sodass auch jüngere Wissenschaftler, deren Forschungen sich auf das Themenfeld des zerstörten jüdischen Erbes in der europäischen Geistesgeschichte beziehen, diese Gastprofessur wahrnehmen können.

## Liste der Gastprofessoren
- 1987: Peter Fuss (* 1932), Prof. für Philosophie an der University of Missouri in St. Louis.
- 1988: Leonard H. Ehrlich, (1924–2011), Prof. für Philosophie und Judaic Studies an der University of Massachusetts in Amherst.
- 1989: Joachim Israel (1920–2001), Prof. für Soziologie und Philosophie an der Universität Lund/Schweden
- 1990: Eveline Goodman-Thau (* 1934), Prof. für Religionsphilosophie an der Universität Wien, Privatdozentin an der Universität Kassel
- 1991: William W. Hallo (1928–2015), Prof. für Assyriologie an der Yale University in New Haven, Connecticut
- 1992: Zvi H. Rosen (1925–2014), Prof. für Philosophie an der Universität Tel Aviv
- 1993: Jacob Goldberg (1924–2011), Prof. für Osteuropäische Geschichte an der Hebrew University of Jerusalem
- 1994: Benyamin Maoz (1929–2014), Prof. für Psychiatrie und Sozialpsychotherapie an der Ben Gurion University of Beer Sheva
- 1995: Rivka Horwitz (1926–2007), Prof. für Philosophie and Jewish Thought an der Ben Gurion University of Beer Sheva
- 1996: Hans Keilson (1909–2011), Psychoanalytiker und Schriftsteller in Bussum
- 1997: Emil Fackenheim (1916–2003), Prof. für Philosophie an der University of Toronto und The Hebrew University of Jerusalem
- 1998: Rafael N. Rosenzweig (1922–2001), Agrarökonom und Berater der israelischen und US-amerikanischen Regierung
- 1999: Albert H. Friedlander (1927–2004), Rabbiner, Prof. für Jüdische Geschichte und Dekan des Leo Baeck College in London
- 2000: Kurt Rudolf Fischer (1922–2014), Prof. für Philosophie an der University of Pennsylvania in Millersville und Honorarprof. an der Universität Wien
- 2001: Gerda Elata-Alster (* 1930 in Wien), Prof. für Literaturwissenschaft an der Ben Gurion University of Beer Sheva
- 2002: Feliks Tych (1929–2015), Prof. für Geschichtswissenschaft an der Akademie der Wissenschaften in Warschau
- 2002: Ze’ev Levy (1921–2010), Prof. für Philosophie an der Universität in Haifa
- 2003: Chaim Schatzker (* 1928), Prof. für Neuere Jüdische Geschichte an der Universität in Haifa
- 2004: Mihály Vajda (1935–2023), Prof. für Philosophie an der Universität Debrecen/Ungarn
- 2005: Michael Löwy (* 1938), Directeur de recherche für Religionssoziologie am Centre National de Recherche Scientifique in Paris
- 2006: Carl S. Ehrlich (* 1956), Prof. für Biblische Archäologie an der University of Toronto
- 2007: Moshe Zimmermann (* 1943), Prof. für Deutsche Geschichte an der Hebrew University of Jerusalem
- 2008: Karol Sauerland (* 1936), Prof. und Leiter des Lehrstuhls für Germanistik an der Universität in Thorn/Polen
- 2009: Harry Redner (1937–2021), Professorial Fellow für Philosophie an der Monash University in Melbourne/Australien
- 2010: Jakob Hessing (* 1944), Professor an der Hebräischen Universität Jerusalem, seit 2004 dort Leiter der Germanistischen Abteilung
- 2012: Liliane Weissberg (* 1953), Professorin für Germanistik an der University of Pennsylvania in Philadelphia/USA
- 2013: Frank Stern[1] (* 1944 in Tapiau, Ostpreußen), deutscher Geschichts- und Kulturwissenschafter
- 2014: Philip V. Bohlman[2] (* 1952), Prof. für Musik an der University of Chicago.
- 2015: Doreet LeVitte-Harten (* 1948), israelische Kunst- und Kulturhistorikerin[3]
- 2016: Micha Brumlik (* 1947), schweizerischer Philosoph und Erziehungswissenschaftler[4]
- 2017: Hanna Liss (* 1964), Judaistin an der Universität Heidelberg[5]
- 2018: Felicitas Heimann-Jelinek (* 1954), Judaistin und Kunsthistorikerin aus Wien.
- 2019: nicht besetzt.
- 2020: verschoben wegen Covid-19
- 2021: Dominique Bourel (* 1952), Philosoph und Historiker an der Sorbonne Université Paris.
- 2022: nicht besetzt
- 2023: Ynon Wygoda (* 1977), Philosoph am Franz Rosenzweig Minerva Forschungszentrum Jerusalem